# 叫びとささやき
『叫びとささやき』（さけびとささやき、原題: Viskninger Och Rop、英題: Cries and Whispers）は、1973年のスウェーデン映画。イングマール・ベルイマン製作・監督・脚本による作品。第46回アカデミー賞で撮影賞受賞。
ロジャー・コーマンは、ニュー・ワールド・ピクチャーズ最初の配給作品として本作を選び、ドライブ・イン・シアターで上映した。また、プレミアを行った際には、会社の若い女性従業員にロングドレスを着せ、試写から出てきた女性客に黄色のバラを渡した。その結果、アメリカで大ヒットすることに成功した。

## スタッフ
- 製作・監督・脚本：イングマール・ベルイマン
- 撮影：スヴェン・ニクヴィスト
- 編集：シブ・ラングレン
- 美術：マリク・ボス
- 音楽：
  - シャーリ・ラレテイ：ショパン作曲「マズルカ イ短調 作品17－4」
  - ピエール・フルニエ：バッハ作曲「組曲第5番ハ短調 より サラバンド」

## キャスト
- イングリッド・チューリン：カーリン。長女
- ハリエット・アンデルセン：アグネス。次女
- リヴ・ウルマン：マリア。三女
- カリ・シルヴァン：アンナ。アグネスの召使
- ヨールイ・オーリン：フレドリック。外交官、カーリンの夫
- ヘニング・モリッツェン：ヨアキム。商人、マリアの夫
- エルランド・ヨセフソン：医師
- アンデルス・エク：牧師

## 受賞
| 賞                                   | 部門                         | 候補                                                                              | 結果       |
| ------------------------------------ | ---------------------------- | --------------------------------------------------------------------------------- | ---------- |
| アカデミー賞                         | 作品賞                       | イングマール・ベルイマン                                                          | ノミネート |
| アカデミー賞                         | 監督賞                       | イングマール・ベルイマン                                                          | ノミネート |
| アカデミー賞                         | 脚本賞                       | イングマール・ベルイマン                                                          | ノミネート |
| アカデミー賞                         | 撮影賞                       | スヴェン・ニクヴィスト                                                            | 受賞       |
| アカデミー賞                         | 衣裳デザイン賞               | マリク・ヴォス                                                                    | ノミネート |
| ゴールデングローブ賞                 | 外国語映画賞                 |                                                                                   | ノミネート |
| カンヌ国際映画祭                     | フランス映画高等技術委員会賞 | イングマール・ベルイマン                                                          | 受賞       |
| 英国アカデミー賞                     | 撮影賞                       | スヴェン・ニクヴィスト                                                            | ノミネート |
| 英国アカデミー賞                     | 助演女優賞                   | イングリッド・チューリン                                                          | ノミネート |
| ゴールデン・ビートル賞               | 作品賞                       |                                                                                   | 受賞       |
| ゴールデン・ビートル賞               | 主演女優賞                   | ハリエット・アンデルセン                                                          | 受賞       |
| ゴールデン・ビートル賞               | 特別業績賞                   | スヴェン・ニクヴィスト                                                            | 受賞       |
| ボディル賞                           | 非アメリカ映画賞             |                                                                                   | 受賞       |
| ダヴィッド・ディ・ドナテッロ賞       | 外国監督賞                   | イングマール・ベルイマン                                                          | 受賞       |
| ダヴィッド・ディ・ドナテッロ賞       | 特別賞                       | ハリエット・アンデルセン イングリッド・チューリン リヴ・ウルマン カリ・シルヴァン | 受賞       |
| ナストロ・ダルジェント賞             | 外国監督賞                   | イングマール・ベルイマン                                                          | 受賞       |
| 全米映画批評家協会賞                 | 作品賞                       |                                                                                   | 3位        |
| 全米映画批評家協会賞                 | 監督賞                       | イングマール・ベルイマン                                                          | 3位        |
| 全米映画批評家協会賞                 | 主演女優賞                   | ハリエット・アンデルセン                                                          | 2位        |
| 全米映画批評家協会賞                 | 助演女優賞                   | ハリエット・アンデルセン                                                          | 4位        |
| 全米映画批評家協会賞                 | 脚本賞                       | イングマール・ベルイマン                                                          | 受賞       |
| 全米映画批評家協会賞                 | 撮影賞                       | スヴェン・ニクヴィスト                                                            | 受賞       |
| ニューヨーク映画批評家協会賞         | 作品賞                       |                                                                                   | 受賞       |
| ニューヨーク映画批評家協会賞         | 監督賞                       | イングマール・ベルイマン                                                          | 受賞       |
| ニューヨーク映画批評家協会賞         | 主演女優賞                   | リヴ・ウルマン                                                                    | 受賞       |
| ニューヨーク映画批評家協会賞         | 主演女優賞                   | ハリエット・アンデルセン                                                          | 次点       |
| ニューヨーク映画批評家協会賞         | 脚本賞                       | イングマール・ベルイマン                                                          | 受賞       |
| ナショナル・ボード・オブ・レビュー賞 | 監督賞                       | イングマール・ベルイマン                                                          | 受賞       |
| ナショナル・ボード・オブ・レビュー賞 | 外国語映画賞                 |                                                                                   | 受賞       |
| カンザスシティ映画批評家協会賞       | 監督賞                       | イングマール・ベルイマン                                                          | 受賞       |
| カンザスシティ映画批評家協会賞       | 外国語映画賞                 |                                                                                   | 受賞       |